# Край Чорного моря (пісня)
«Край Чорного моря» (рос. У Чёрного моря) — пісня, написана 1951 року поетом Семеном Кірсановим та композитором Модестом Табачниковим спеціально для Леоніда Утьосова. Вона стала одним із головних творів його репертуару та свого роду візитівкою Одеси.
Пісня написана в тональності ля мінор в ритмі вальсу 3/4ⓘ.

## Варіанти тексту і переклади
У кіноролику, знятому на телебаченні в 1955 році, Утьосов виконав пісню з додатковим третім куплетом, відсутнім у фондовому записі Всесоюзного радіо 1953 року. Пізніше співак виконував пісню без третього куплету. Також у кіноролику в першому куплеті Утьосов заспівав «открывшийся» (на радіозаписі — «явившийся»), в останньому куплеті Утьосов вперше заспівав «В мой солнечный радостный город», а вдруге — «В Одессу — мой солнечный город». Нотні видання пісні містять трошки інший текст в 1, 4 та 5-му куплетах, порівняно з радіозаписом.
Наразі відомі три переклади пісні «У Чёрного моря» українською мовою. Це переклад поета Володимира Коломійця (1975), переклад поета і перекладача Петра Георгійовича Голубкова (2017) та переклад поета Сергія Осоки (2022).
| Варіант за фондовим радіозаписом 1953 року | Опублікований варіант | Край Чорного моря (переклад В. Коломійця, 1975) | Близ Чорного моря (переклад П. Голубкова, 2017) | Край Чорного моря (переклад С. Осоки, 2022) |
| --- | --- | --- | --- | --- |
| 1 Есть город, который я вижу во сне. О, если б вы знали, как дорог У Чёрного моря явившийся мне В цветущих акациях город, В цветущих акациях город — У Чёрного моря. 2 Есть море, в котором я плыл и тонул И на берег вытащен, к счастью, Есть воздух, который я в детстве вдохнул И вдоволь не мог надышаться, И вдоволь не мог надышаться — У Чёрного моря. 3 [Відсутній.] … 4 Родная земля, где мой друг молодой Лежал, обжигаемый боем, Недаром венок ему свит золотой И назван мой город героем, И назван мой город героем — У Чёрного моря. 5 А жизнь остаётся прекрасной всегда — Хоть старишься ты или молод, Но каждой весною так тянет меня, В Одессу — мой солнечный город, В Одессу — мой солнечный город — У Чёрного моря. | 1 Есть город, который я вижу во сне. О, если б вы знали, как дорог У Чёрного моря открывшийся мне В цветущих акациях город, В цветущих акациях город — У Чёрного моря. 2 Есть море, в котором я плыл и тонул И на берег вытащен, к счастью, Есть воздух, который я в детстве вдохнул И вдоволь не мог надышаться, И вдоволь не мог надышаться — У Чёрного моря. 3 Вовек не забуду бульвар и маяк, Огни пароходов живые, Скамейку, где мы, дорогая моя, В глаза посмотрели впервые, В глаза посмотрели впервые — У Чёрного моря. 4 Родная земля, где мой друг-одессит Лежал, обжигаемый боем, Недаром венок ему Родиной свит, И назван мой город героем, И назван мой город героем — У Чёрного моря. 5 А жизнь остаётся прекрасной всегда — Состарился ты или молод, Но каждой весною так тянет туда, В Одессу — в мой солнечный город, В Одессу — в мой солнечный город — У Чёрного моря. | 1 Є місто, яке я омріяв у сні. О, як я люблю його міцно — Край Чорного моря відкрите мені В квітучих акаціях місто, В квітучих акаціях місто — Край Чорного моря. 2 Є море, в якому не раз потопав, Та виплив же друзям на втіху. Є вітер, який я в дитинстві вдихав, Та вдосталь ще ним не надихавсь, Та вдосталь ще ним не надихавсь — Край Чорного моря. 3 Повік не забуду бульвар і маяк, Вогні пароплавів з туману, І лавочку ту, де, кохана моя, Уперше до віч тобі глянув, Уперше до віч тобі глянув — Край Чорного моря. 4 Жадана земля, де мій друг-одесит Схилився, обпалений боєм. А пам’ять Вітчизни повита у цвіт, І назване місто героєм, І назване місто героєм — Край Чорного моря. 5 Життя ж бо лишається гарним завжди — Юнак чи вже й скроні сріблясті, Проте щовесни прагне серце туди, В Одесу — в це сонячне місто, В Одесу — в це сонячне місто — Край Чорного моря. | 1 Є місто, що бачу я і уві сні, Таке дороге і барвисте. Близ Чорного моря явилось мені, В квітучих акаціях місто, В квітучих акаціях місто — Близ Чорного моря… 2 Є море, в якому я плив і тонув, Врятованим був я, на щастя. Повітрям, яке я в дитинстві вдихнув, Надихатись вдосталь — не вдастся, Надихатись вдосталь — не вдастся — Близ Чорного моря… 3 Повік не забуду бульвар і маяк, Вогні пароплавів світились, І лавку, де я та кохана моя, Як вперше, у очі дивились, Як вперше, у очі дивились — Близ Чорного моря… 4 Ця рідна земля, де мій друг молодий Лежав, обпікаємий боєм. Вінком недарма йому світ золотий, І назване місто героєм, І назване місто героєм — Близ Чорного моря… 5 Життя залишиться прекрасним завжди. Хоч старість прохає присісти, Та кожну весну мене тягне сюди, В Одесу — це сонячне місто, В Одесу — це сонячне місто — Близ Чорного моря… | 1 Те місто я бачив не раз уві сні, Грайливе, солоне, ігристе, Край чорного моря відкрилось мені В квітучих акаціях місто, В квітучих акаціях місто Край Чорного моря! 2 Те море, в якому я плив і тонув, Той берег, ясний і погожий. Повітрям, яке у дитинстві вдихнув, Напитися й досі не можу. Край Чорного моря! 3 Повік не забуду бульвар і маяк, вогні пароплавів, як свічі, і лавку, де ми, о кохана моя, поглянули вперше у вічі, поглянули вперше у вічі — Край Чорного моря! 4 Земля, до якої мій друг-одесит тулився, обпалений боєм. В зажурі над ним Батьківщина стоїть, і назване місто героєм, і назване місто героєм — Край Чорного моря! 5 Життя зостається прекрасним завжди, Грайливе, солоне, іскристе. І нас щовесни повертає сюди, В Одесу, у сонячне місто, В Одесу, у сонячне місто. Край Чорного моря! |

## У культурі
Пісня неодноразово використовувалася у фільмах, телесеріалах та телепередачах.
У фільмі «Вигідний контракт» (1979 рік, 4-та серія «Бумеранг») один із героїв співає дві фрази з пісні з неточним текстом: «Есть море, в котором я плыл и тонул, и на берег выброшен (замість „вытащен“), к счастью…».
З 1991 до 2001 року пісня звучала після закінчення програми «Джентльмен-шоу» під титрами (з 1997 року — її інструментальний варіант).
У телесеріалі «Ліквідація» (2007), дії якого відбуваються у 1946 році (тобто на 5 років раніше, ніж пісня була написана), є епізод, у якому Утьосов виконує її на концерті в Одесі. Режисер фильму Сергій Урсуляк говорив в інтерв'ю: «Для нас найважливіше була не документальна історія, а наше ставлення до цього часу. Ми, природно, знали, що тієї пісні в 1946 році ще не було. Спочатку в сценарії був „Одесит Мішка“, але в результаті вибрали ту, яка краще передає емоційний стан публіки».
Пісня двічі звучала у шоу перевтілень «Один в один!», де учасники зробили спроби відтворити образ першого виконавця. У 2013 році її виконав Олексій Чумаков, а в 2018-му — Юрій Стоянов.
У 2014 та 2017 роках на концертах в Одесі Святослав Вакарчук виконував пісню мовою оригіналу.
У 2019 році свій варіант пісні мовою оригіналу записав народний артист України Олександр Пономарьов.
У 2024 році піаніст Ігор Янчук встановив на Ланжероні стилізовану під клавіатуру піаніно лавку. На спинці лавки — перші сім нот мелодії пісні.
Пісня «У Чёрного моря» звучить на Одеському залізничному вокзалі під час відправлення фірмових міжміських пасажирських поїздів. У 2015 році через спробу змінити репертуар навіть стався скандал.
У 2011 році початковий проєкт Статуту міста Одеси пропонував пісню «У Чёрного моря» як гімн міста, але згодом, за пропозицією «Всесвітнього клубу одеситів», гімном стала «Пісня про Одесу» з оперети І. О. Дунаєвського «Біла акація». Доопрацьованим у 2024 році проєктом Статуту територіальної громади міста Одеси як новий гімн знову пропонується пісня «У Чёрного моря», але вже в перекладі українською мовою українського письменника Сергія Осоки («Край Чорного моря»).

## Видання
- Табачников М. У Чёрного моря = Есть город [Ноты] : Песня для голоса с ф.-п. : си-ми.2 / Слова С. Кирсанова. — Москва : Музфонд СССР, 1955. — 5 с.
- Табачников М. Песни [Ноты] : для голоса с фортепиано. — Москва : Музгиз, 1956. — 24 с. — Содержание: Песня друзей / сл. Ан. Софронова. У Чёрного моря / сл. С. Кирсанова. Песня первой встречи / сл. В. Забелышенского. Скажи, моя подруга ; Серенада / сл. Вл. Харитонова. Привет Бухаресту / сл. Я. Хелемского.
- Табачников М. У Чёрного моря / муз. М. Табачникова, сл. С. Кирсанова // Песни [Ноты] : для голоса (хора) в сопровождении фортепиано (баяна). — Москва : Советский композитор, 1985. — С. 34—36.
- Табачников М. У Чёрного моря // Играет духовой оркестр [Ноты] : Песни о городах-героях Украины / Сост. Е. П. Васильев. — Партитура. — Киев : Муз. Украина, 1980. — 32 с.
- Табачников М. Край Чорного моря : «Є місто, яке я омріяв у сні…» = У Чёрного моря : «Есть город, который я вижу во сне…» / муз. М. Табачникова, сл. С. Кирсанова, пер. укр. мовою В. Коломійця // На морських просторах [Ноти] : пісні радянських композиторів = На морских просторах : песни советских композиторов : на украинском и русском языках / упоряд. К. І. Котенко. — Київ : Музична Україна, 1975. — С. 110—113.

## Звукозаписи
- Табачников М. У Чёрного моря [Звукозапис] / слова С. Кирсанова ; исп.: Л. Утёсов // Эстрадный концерт [Звукозапись]. — Апрелевка : Апр. з-д, б. г.
- Табачников М. У Чёрного моря [Звукозапись] : авт. сл. С. Кирсанов ; Автоболельщик / авт. сл. В. Малков ; исполн.: Л. Утёсов, пение, Государственный эстрадный оркестр. — Рига : Рижский завод грп., [1953]. — 1 грп. [ГОСТ 5289-50]. — № 23019.